# Gatunki drewna
Drewno jest materiałem pochodzenia naturalnego pozyskiwanym z drzew. Drewno podobnie jak i drzewa dzieli się na rozmaite gatunki. 
Stosuje się różne kryteria podziału, np.:
- w zależności od miejsca pochodzenia:
  - gatunki krajowe
  - gatunki egzotyczne
- w zależności od ulistnienia:
  - gatunki iglaste
  - gatunki liściaste
- w zależności od występowania twardzieli
  - gatunki twardzielowe
  - gatunki beztwardzielowe
- w zależności od budowy mikroskopowej
  - gatunki rozpierzchłonaczyniowe
  - gatunki pierścieniowonaczyniowe
- w zależności od twardości
  - gatunki twarde
  - gatunki miękkie